# Evangelische Kirche (Feldkrücken)

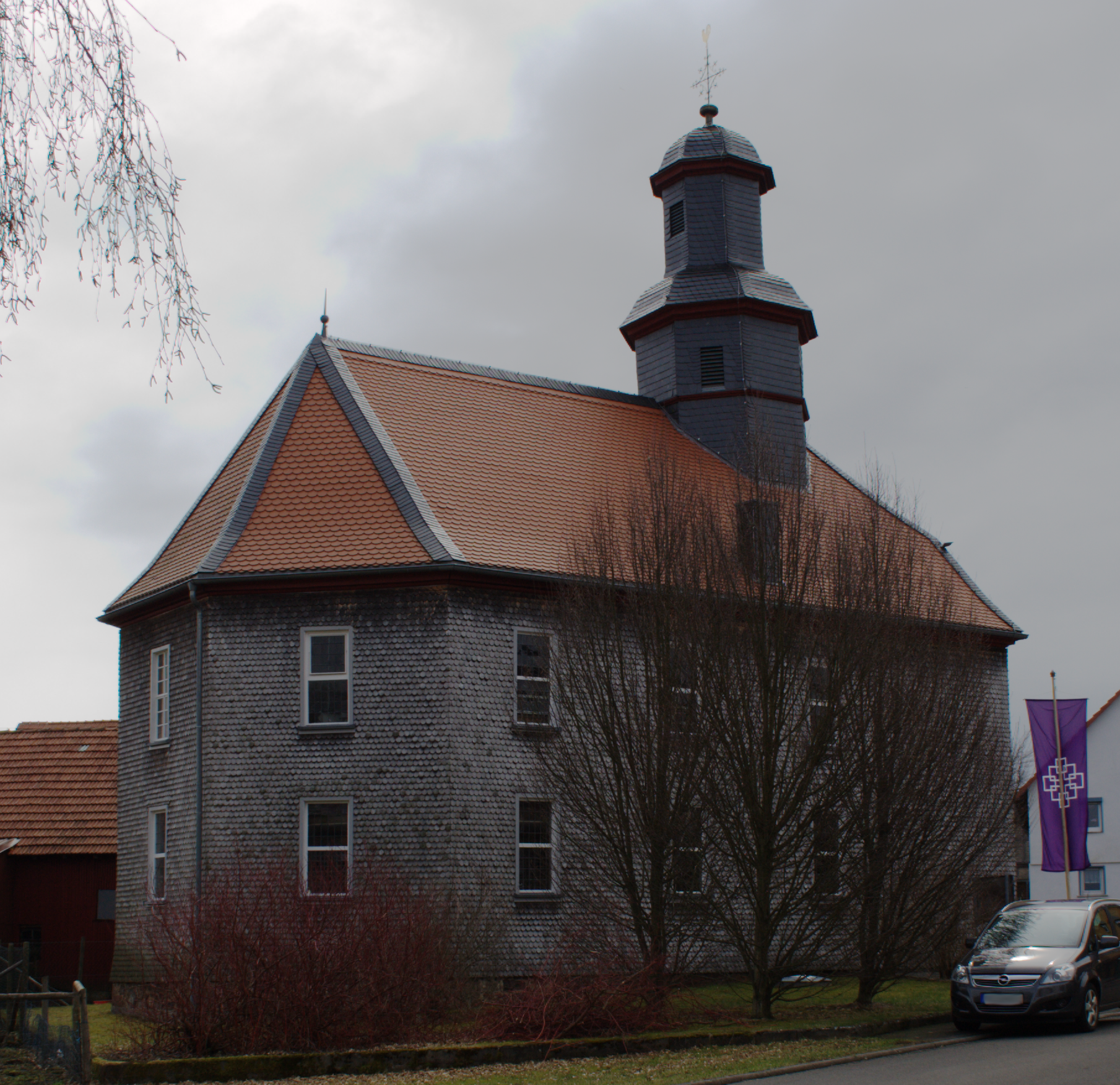
Kirche Feldkrücken

Die Evangelische Kirche Feldkrücken ist ein denkmalgeschütztes Kirchengebäude in Feldkrücken, einem Ortsteil der Gemeinde Ulrichstein im Vogelsbergkreis (Hessen). Die Kirchengemeinde gehört zum Dekanat Büdinger Land in der Propstei Oberhessen der Evangelischen Kirche in Hessen und Nassau.

## Beschreibung
Die Saalkirche wurde 1734/35 nach einem Entwurf von Helfrich Müller, Baumeister in Gießen, gebaut. Das Kirchenschiff der mit Schindeln verkleideten Fachwerkkirche hat im Norden einen dreiseitigen Schluss. Hinter dem Krüppelwalm im Süden des Satteldachs erhebt sich ein achteckiger, schiefergedeckter Dachreiter, auf dessen Haube eine Laterne sitzt.
Die Flachdecke des hohen, über zwei Geschosse reichenden Innenraums wird von Stützen getragen, die Attrappen von Säulen sind. Die Brüstungen der Emporen wurden 1774 von Johann Friedrich Hoffmann bemalt. Die Orgel auf der Empore über dem Altar hat zehn Register, ein Manual und ein Pedal und wurde 1834 von Heinrich Krämer gebaut.